# Янку, Елена
Еле́на Я́нку (урожд. Янкуву́квуна; 1930, Инчоун, Магаданская область, Чукотский автономный округ — 2003) — чукотская художница-гравёр. Заслуженный художник РСФСР (1977).

## Биография
Родилась в 1930 году в стойбище Инчоун вблизи Уэлена. Отец Сааны — охотник на морского зверя, мать Тыккай — домашняя хозяйка. В семье было 12 детей. При рождении получила имя Янкувуквуна (рус. Камешек, лежащий на морском берегу), дома девочку называли Янку. Было дано также русское имя Елена, позднее ставшее основным, чукотское имя приобрело статус фамилии.
Вскоре семья переехала в Уэлен. Окончив 5 классов поселковой средней школы, Янку стала швеёй. С пятнадцати лет начала заниматься гравировкой моржового клыка, училась у гравёров Уэленской косторезной мастерской Вуквутагина, Веры Эмкуль и Энмины. В 1945—1986 годах работала в Уэленской косторезной мастерской.
Принимала участие в окружных, областных и региональных выставках: «Советский Дальний Восток» (Владивосток, 1967, 1974; Улан-Удэ, 1969); «Советская Россия» (Москва, 1967, 1970, 1975), «По родной стране» (Москва, 1972, 1976), «Чукотско-эскимосская резьба и гравюра по кости» (Москва, 1977), и также выставках произведений народного искусства за рубежом.
Член Союза художников СССР, заслуженный художник РСФСР.
Умерла в 2003 году.

## Творчество
…Хорошо, что извечное искусство Чукотки в надёжных руках. Таких, какими обладает и Елена… У неё руки золотые, а глаз — острый.
Работы Елены Янку представляют сюжетные композиции, выполненные методом цветной гравировки на моржовом клыке. Гравюры посвящены сюжетам национального фольклора, ряд работ представляет иллюстрации к чукотским народным сказкам и сюжеты из современной художнице жизни Чукотки.
Исследователь искусства Чукотки Т. Б. Митлянская отмечает преобладание в работах художницы сдержанных серо-коричневых и холодно-синих тонов и мастерство в разработке композиции и колорита. По оценке Митлянской, для творчества художницы характерны «особое отношение к миру, в котором причудливо переплетаются реальность и фантазия», а также «особое чувство меры в сочетании рисунка и фона, в соразмерности изображений и клыка».
Отмечая «отточенность рисунка, гармоничность цветовой гаммы» и «приверженность сказочным сюжетам» характерными чертами произведений Янку, историк Чукотки М. М. Бронштейн указывает, что её работы отличает «неизменное присутствие» «новых художественных форм» и «оригинальных композиционных решений».
Работы Елены Янку получили высокую оценку американского художника и писателя Рокуэлла Кента, фотография художницы и гравированный ею моржовый клык хранились на камине в его гостиной. Подаренный писателю на 80-летие клык, гравированный Янку, Кент назвал «бесценным сокровищем».

## Наследие
Работы Елены Янку находятся в Музее антропологии и этнографии Института этнологии РАН, Российском этнографическом музее, Государственном музее Востока, Всероссийском музее декоративно-прикладного и народного искусства, Магаданском областном краеведческом музее, музейном центре «Наследие Чукотки» (Анадырь), Сергиево-Посадском государственном историко-художественном музее-заповеднике, музее Уэленской косторезной мастерской, Дирекции выставок художественного фонда Российской Федерации и др.